# Arco normanno (Mazara del Vallo)

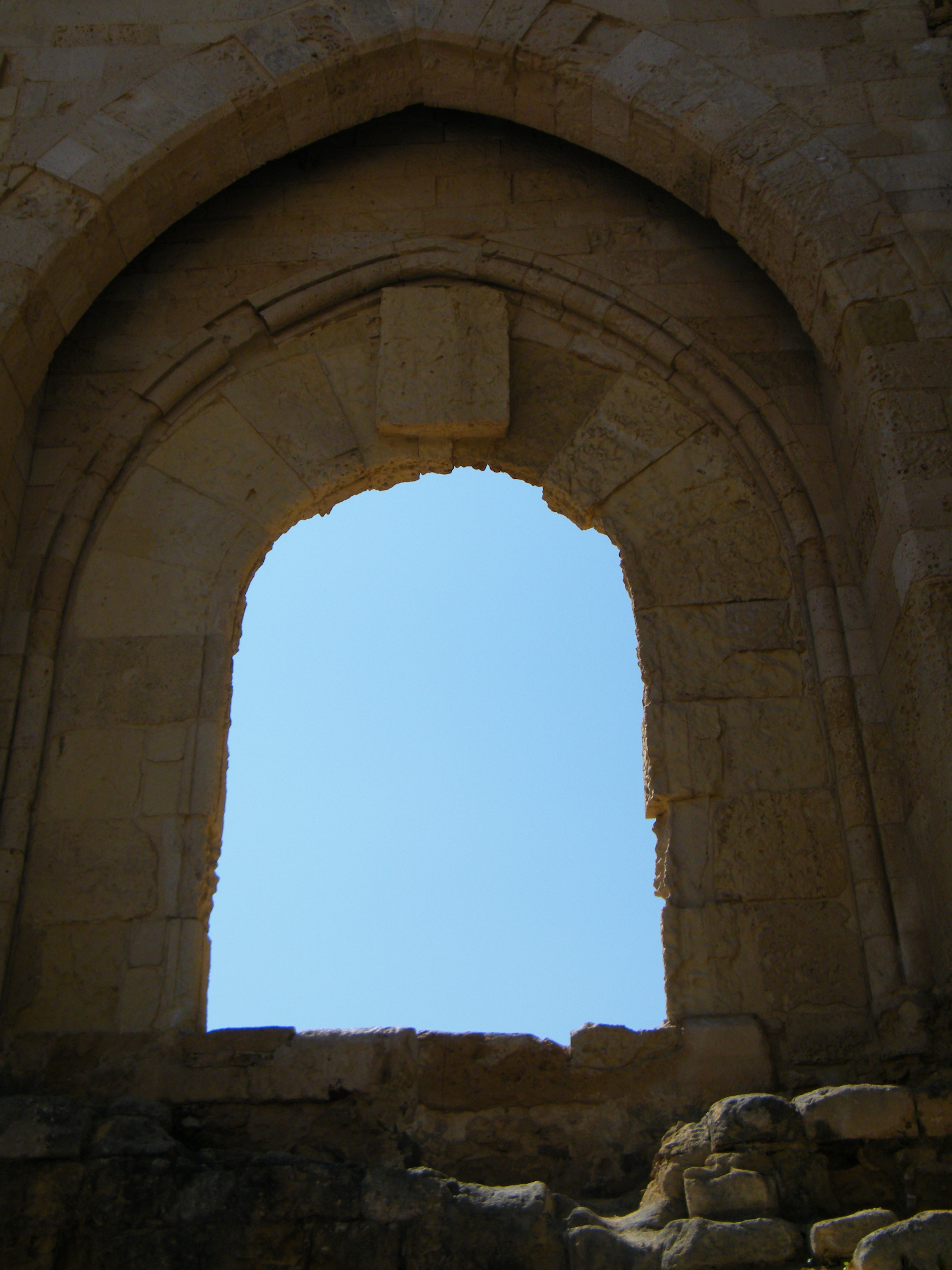
Dettaglio della porta

L'Arco normanno è l'ultima vestigia delle opere di fortificazione normanna a difesa della città di Mazara del Vallo. 
Era infatti la porta di accesso del castello fatto costruire nel 1072-1073 da Ruggero I d'Altavilla dopo la liberazione della città dalla dominazione araba e occupava l'angolo sud est della cinta muraria che racchiudeva il centro storico. 
Nel 1880 il castello venne demolito per costruire un giardino pubblico lasciando solo la porta ogivale con le due arcate a sesto acuto che presenta un arco esterno largo 3,78 metri e uno interno largo 3,32 metri realizzatio nella stessa pietra tufacea. Successivamente venne inserito un arco circolare per ridurre l'ampiezza dell'ingresso.
Oggi l'Arco normanno domina l'antistante piazza Mokarta ed è, insieme al Satiro danzante, il simbolo più significativo della città.

## Il Castello normanno
Il Castello normanno si innalzava verso il mare, su un muro a scarpa il cui piede era bagnato dal mare. Sul lato occidentale vi era addossato un pentagono a forma di bastioncino ed era affiancato da una torre dalla parte della Cattedrale. Nelle epoche successive vi furono addossati altri fabbricati.
Oltre al Gran Conte Ruggero, nel castello soggiornarono Federico III di Aragona e la regina Eleonora d'Angiò nel 1318, nonché anni prima re Giacomo I di Sicilia, II d'Aragona. Altri re che vi dimorarono furono Pietro II di Sicilia, Martino I di Sicilia e Alfonso II di Napoli che, nel 1494, vi nascose il tesoro dei Reali d’Aragona e vi trasportò tutta la roba preziosa che aveva, contenuta in quattro galee sottili, sebbene Alfonso II abbia potuto soggiornare anche in un convento di monaci olivetani della città. Vi dimorò anche per lunghi anni la Regina Giovanna, consorte a Ferdinando II, fino alla sua morte avvenuta a Napoli nel 1518.
Nel XVI secolo le sale e i sotterranei del castello vennero adibite a carcere e tale funzione ebbe fino al XIX secolo anche se nei piani superiori era già tutto in rovina.

## Le mura normanne
Il centro storico di Mazara era difeso da mura dello spessore di 2,20 metri e di altezza superiore ai 10 metri. Ogni circa 27 metri sporgevano dal muro piccole torri quadrate senza alcun vuoto all'interno. Sul lato di ponente il muro era difeso da due torri più grosse, di cui una contigua al convento di San Francesco d'Assisi, foderata da un secondo muro. La cinta e le torri erano merlate. Il muro era rivestito nelle due facciate con piccoli conci di tufo friabile che l'aria del mare ha corroso. Inoltre furono costruite ad opera incerta con malta di calce e argilla di cattiva qualità. A metà del 1800 un viaggiatore che visita Mazara ha ancora l'impressione che le mura siano imbattibili, seppure deve anche constatare il cattivo stato di manutenzione delle case e la sporcizia nelle strade:
(Geoffrey Dennis, A Handbook for Travellers in Sicily)
Dopo la metà del XIX secolo, il municipio ha concesso a coloro che fabbricavano sul lato esterno della cinta di distruggerle per ricavare la pietra.